# توم كاشينج
توم كاشينج (بالإنجليزية: Tom Cushing)‏ هو كاتب سيناريو وكاتب مسرحي أمريكي، ولد في 27 أكتوبر 1879 في نيو هيفن في الولايات المتحدة، وتوفي في 6 مارس 1941 في بوسطن في الولايات المتحدة.

## وصلات خارجية
- توم كاشينج على موقع IMDb (الإنجليزية)
- توم كاشينج على موقع قاعدة بيانات برودواي على الإنترنت (الإنجليزية)